# 키아라 마스탈리
키아라 마스탈리(이탈리아어: Chiara Mastalli, 1984년 8월 2일 - )는 이탈리아의 배우이다. 미국 HBO의 로마에서 이레네 역할로 잘 알려져 있다.